# Mayor’s Destiny
Mayor’s Destiny ist eine vierköpfige deutsche Pop-, Rock- und Country-Band. Sie wurde 2008 gegründet und mit ihrer Debütsingle Cross Your Heart bekannt. Diese schaffte es auf Platz 53 der deutschen Singlecharts. Mayor’s Destiny standen bei Icezone Music unter Vertrag. Ihren größten Auftritt hatten sie am 30. Mai 2008 bei The Dome 46 in Bremen.

## Bandmitglieder
- Lena kommt aus Flensburg, ist in der Band die Frontfrau und spielt Gitarre.
- Bella kommt aus London und spielt ebenfalls Gitarre.
- Aimée kommt aus Steinen und spielt Keyboard. Sie ist die Schwester von Alessia.
- Alessia kommt ebenfalls aus Steinen und spielt Bass. Sie ist die Schwester von Aimee.
- Nathalie Waddell aus London und spielt Keyboard und Gitarre.

## Diskografie
Singles
- 2008: Cross Your Heart
- 2009: If You Catch Me Out
- 2009: Revenge Is Sweet
- 2010: A Little Faith